# 黃國強
黃國強（英語：KK Wong），香港電視、電影及廣告導演。

## 生平
香港浸會大學社會學系畢業後加入無綫電視，由戲劇組助理編導開始做起，升任編導後，曾參與多部熱門劇集製作，如《酒是故鄉醇》、《巾幗梟雄之義海豪情》、《天與地》等。2012年過檔港視任總導演，代表作包括港視開台之作《選戰》。港視不獲發牌後，轉投劉德華旗下的映藝電視製作有限公司，任創作總監。2016年，與游達志、黃國輝合導恐怖片《鬼網》。近年主力執導網絡劇，如《東方華爾街》《太陽星辰》。

## 電視作品
- 《隨時候命》（2004）
- 《秀才遇著兵》（2005）
- 《舞動全城》（2004）
- 《同事三分親》（2007）
- 《碧血鹽梟》（2008）
- 《搜神傳》（2007）
- 《巾幗梟雄之義海豪情》（2010）
- 《鐵馬尋橋》（2009）
- 《天與地》（2011）
- 《法證先鋒III》（2011）
- 《選戰》（2014）
- 《歲月樓情》（2015）
- 《童話戀曲201314》（2015）
- 《末日+5》（2015）
- 《東方華爾街》（2018）
- 《飛虎3壯志英雄》（2022）
- 《廉政狙擊》（2023）
- 《太陽星辰》（2024）
- 《執法者們》（2025）

## 電影作品
- 《鬼網》（2017）

## 外部鏈結
- 【告別港視 2】《選戰》總導演回望　黃國強：最後什麼都沒變 （页面存档备份，存于）
- 【香港華爾街】電影級製作港劇　監製︰影視人才共享會是大趨勢 （页面存档备份，存于）